# Yan Xingyuan
Yan Xingyuan (chinesisch 闫星元; * 26. Februar 1996 in Mudanjiang, Provinz Heilongjiang) ist ein chinesischer Biathlet. Er nahm an den Olympischen Spielen 2022 teil.

## Sportliche Laufbahn
Yan Xingyuans erste internationale Auftritte erfolgten im Februar 2015 bei den Jugendweltmeisterschaften in Minsk-Raubitschy, wo der Chinese immerhin 25. des Sprints wurde. Knapp zwei Jahre später startete er erstmals im IBU-Cup, bestritt aber zunächst nur drei Wettkämpfe. Erst mit dem Folgewinter wurden die Rennteilnahmen regelmäßig, bestes Ergebnis wurde Rang 55 im zweiten Sprint von Sjusjøen. Zu Beginn der Saison 2018/19 gab Yan auf der Pokljuka sein Debüt im Weltcup, den Einzelbewerb wenige Tage später schloss er auf Platz 95 ab. Zwischenzeitlich startete der Chinese auch wieder im 2018/19 und lief in der Lenzerheide zum ersten Mal in die Punkteränge der besten vierzig Athleten. In Canmore war Yan wieder Teil des Weltcupteams und erzielte im Kurzeinzel den 44. Rang und damit sein bis heute bestes Weltcupergebnis, kurz darauf nahm er auch erstmals an Weltmeisterschaften in Östersund teil. Erfolgreich verliefen die Sommerbiathlon-Weltmeisterschaften 2019, in allen Rennen klassierte sich Yan unter den besten dreißig, im Verfolger sogar auf Position 13. Der Winter 2019/20 brachte daraufhin kaum Erfolge, sein bestes Saisonresultat erzielte er mit Rang 76 im Sprint der WM.
Auch 2021/22 war Yan Teil der Weltcupmannschaft. In Oberhof erzielte er zusammen mit Meng Fanqi Rang 10, welches das erste Top-10-Ergebnis einer chinesischen Single-Mixed-Staffel im Weltcup wurde. Daraufhin wurde er auch für die Olympischen Spiele in seinem Heimatland nominiert. Hierbei unterbot Yan sämtliche persönliche Bestergebnisse, die Einzelrennen schloss er auf den Rängen 39 (Einzel), 40 (Sprint) und 41 (Verfolgung) ab. Im Winter 2022/23 bestritt der Chinese lediglich die Weltmeisterschaften und das letzte Trimester, wobei er sich in den Kurszeiten im Vergleich zur Vorsaison verschlechterte und in den Individualbewerben damit Platzierungen zwischen 80 und 103 erzielte. Da die Chinesen im Weltcup keine Startplätze mehr zur Verfügung hatten, lief Yan Ende 2023 im IBU-Cup und erzielte mit einem zehnten und einem 16. Rang sehr gute Ergebnisse. Nach Ende des ersten Trimesters verschwand er jedoch gemeinsam mit der kompletten Mannschaft wieder von der Bildfläche.
Im Winter 2024/25 bestritt Yan, nachdem er zu Saisonbeginn einen 18. Rang im IBU-Cup erreicht hatte, im ersten und im dritten Trimester einige Weltcuprennen, kam aber in keinem Wettkampf unter die besten 60. Bei den Asienspielen gewann er mit der Staffel die Bronzemedaille.

## Statistiken

### Weltcupplatzierungen
Die Tabelle zeigt alle Platzierungen (je nach Austragungsjahr einschließlich Olympische Spiele und Weltmeisterschaften).
- 1.–3. Platz: Anzahl der Podiumsplatzierungen
- Top 10: Anzahl der Platzierungen unter den ersten zehn (einschließlich Podium)
- Punkteränge: Anzahl der Platzierungen innerhalb der Punkteränge (einschließlich Podium und Top 10)
- Starts: Anzahl gelaufener Rennen in der jeweiligen Disziplin
- Staffel: inklusive Mixed- und Single-Mixed-Staffeln

| Platzierung               | Einzel | Sprint | Verfolgung | Massenstart | Staffel | Gesamt |
| ------------------------- | ------ | ------ | ---------- | ----------- | ------- | ------ |
| 1. Platz                  |        |        |            |             |         |        |
| 2. Platz                  |        |        |            |             |         |        |
| 3. Platz                  |        |        |            |             |         |        |
| Top 10                    |        |        |            |             | 1       | 1      |
| Punkteränge               |        |        |            |             | 20      | 20     |
| Starts                    | 6      | 27     | 1          |             | 20      | 54     |
| Stand: Saisonende 2024/25 |        |        |            |             |         |        |

### Olympische Winterspiele

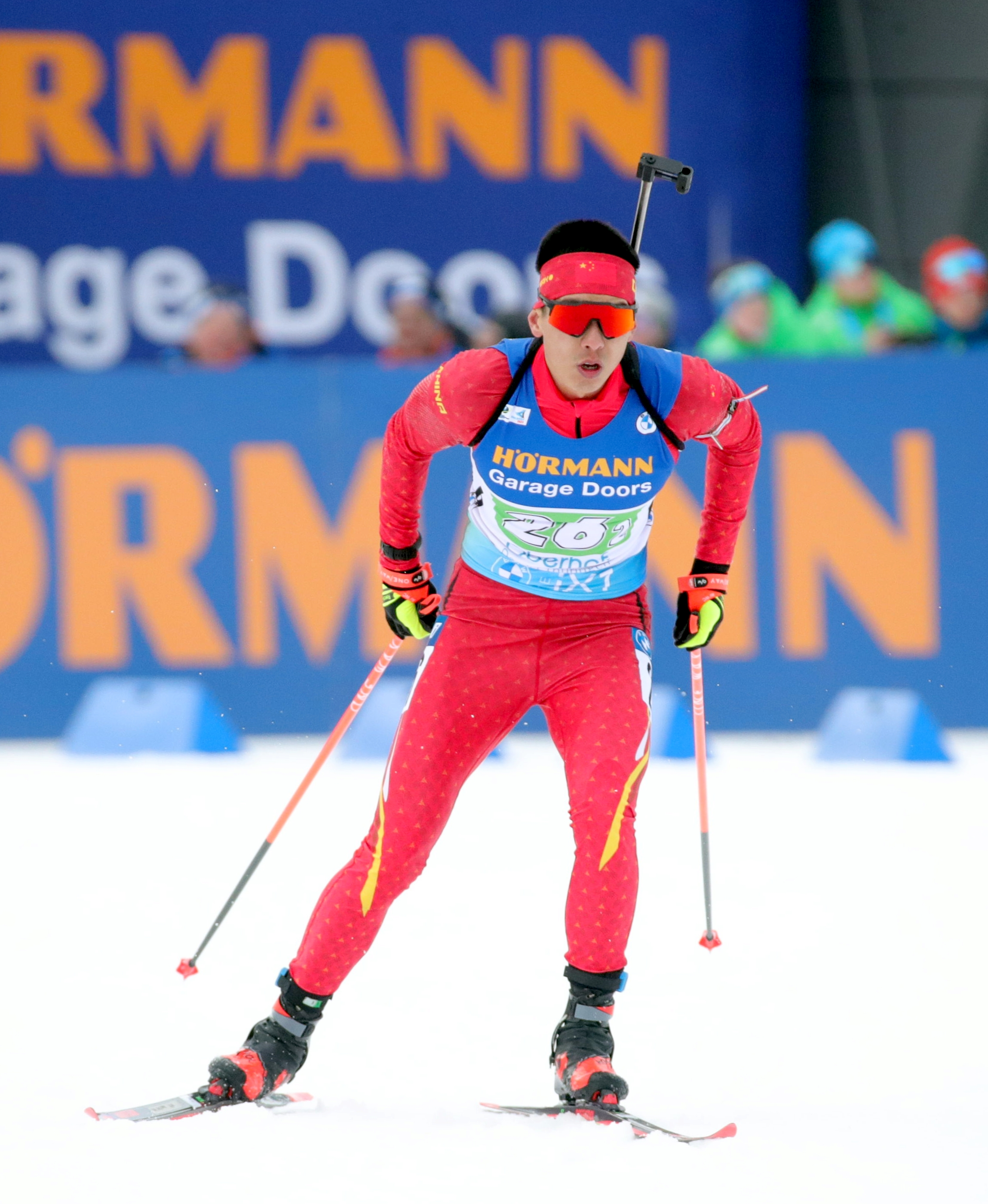
Yan während des Single-Mixed-Wettkampfes bei der WM 2023

Ergebnisse bei Olympischen Winterspielen:
|                                        | Einzelwettbewerbe | Einzelwettbewerbe | Einzelwettbewerbe | Einzelwettbewerbe | Staffelwettbewerbe | Staffelwettbewerbe |
| Einzel                                 | Sprint            | Verfolgung        | Massenstart       | Herrenstaffel     | Mixedstaffel       |                    |
| -------------------------------------- | ----------------- | ----------------- | ----------------- | ----------------- | ------------------ | ------------------ |
| Olympische Winterspiele 2022 \| Peking | 39.               | 40.               | 41.               | –                 | 16.                | 15.                |

### Biathlon-Weltmeisterschaften
Ergebnisse bei den Weltmeisterschaften:
| Weltmeisterschaften | Weltmeisterschaften | Einzelwettbewerbe | Einzelwettbewerbe | Einzelwettbewerbe | Einzelwettbewerbe | Staffelwettbewerbe | Staffelwettbewerbe | Staffelwettbewerbe |
| Jahr                | Ort                 | Einzel            | Sprint            | Verfolgung        | Massenstart       | Herrenstaffel      | Mixedstaffel       | S.-M.-Staffel      |
| ------------------- | ------------------- | ----------------- | ----------------- | ----------------- | ----------------- | ------------------ | ------------------ | ------------------ |
| 2019                | Östersund           | 74.               | 99.               | –                 | –                 | –                  | 18.                | –                  |
| 2020                | Antholz             | –                 | 76.               | –                 | –                 | 18.                | –                  | –                  |
| 2023                | Oberhof             | 84.               | 89.               | –                 | –                 | –                  | 24.                | 27.                |

### Jugendweltmeisterschaften
Ergebnisse bei den Jugendweltmeisterschaften:
| Weltmeisterschaften | Weltmeisterschaften | Einzelwettbewerbe | Einzelwettbewerbe | Einzelwettbewerbe | Herrenstaffel  |
| Jahr                | Ort                 | Einzel            | Sprint            | Verfolgung        | Herrenstaffel  |
| ------------------- | ------------------- | ----------------- | ----------------- | ----------------- | -------------- |
| 2015                | Minsk               | 47.               | 25.               | 46.               | 15. (Junioren) |